# 廣播台
（对应日语：／ hōsōkyoku；对应：／ bangsong-gug），又簡稱為電台、或縮寫為台，是提供廣播服務（包含電台廣播、電視廣播兩大種類）的基本單位或設施。由於語境習慣的關係，香港、澳門及台灣少見「廣播台」一詞的運用，而是直接使用「廣播電台」、「電視台」這兩個詞彙。
廣播台可說是一個廣播系統的核心，其設有攝影棚、錄音室、主控室、副控室等設施，負責產出節目等各式內容，再藉由其他設施將廣播內容傳送予受眾。廣播台大多藉由發射站以無線電波（無線通訊）進行廣播，亦偶見透過有線通訊進行廣播。各廣播台為了識別自家的無線廣播訊號，會配有專屬的無線電台呼號。